# NGC 4984
NGC 4984 هي مجرة محدبة تظهر حلقة مزدوجة في كوكبة العذراء. في ديسمبر 2011 اكتشف مستعر أعظم.

## وصلات خارجية
- NGC 4984 على موقع ويكي سكاي: DSS2, SDSS, GALEX, IRAS, Hydrogen α, X-Ray, Astrophoto, Sky Map, Articles and images